# Receptor za lipoproteine vrlo niske gustoće
Receptor za lipoproteine vrlo niske gustoće (VLDLR) jest protein koji se svrstava u obitelj receptora za lipoproteine niske gustoće. Sudjeluje u metabolizmu energije, staničnoj signalizaciji i upalnim procesima.

## Struktura VLDLR-a
Sastoji se od 873 aminokiseline. Njegova molekularna masa iznosi 96098,46 Da. Izoelektrična točka ovog proteina je pri 4.62. Njegovu sekundarnu strukturu većinom čine alfa-zavojnice, a isto tako se sastoji od beta-ploča i nasumičnih zavojnica. Strukturu ovog proteina čini pet domena: tri izvanstanične domene, jedna transmembranska domena i jedna citoplazmatska domena. Prva izvanstanična domena je vezujuća domena za ligand koja se sastoji od osam ponavljanja bogatih cisteinom (CR domene), a svaki od tih ponavljanja sadrži otprilike 40 aminokiselina. Ova domena je ujedno i aktivno mjesto proteina jer se za nju vežu razni ligandi kao što su fibrin, ApoE lipoproteini, reelin, trombospondin 1 i drugi. Druga izvanstanična domena je EGF prekursor homologna domena zato što sadrži tri ponavljanja koja su slična EGF-u te sadrži YWTD β- propelernu regiju. Ova domena omogućuje otpuštanje liganada iz endosoma ovisno o pH. Zadnja izvanstanična domena je O-vezana sećerna domena za koju kodira egzon 16 te je bogata serinom i treoninom. Ona daje strukturnu stabilnost proteinu te posreduje gikozilaciji. Transmembranska domena usidrava protein u staničnu membranu. Citoplazmatska domena sadrži NPxY motif (FDNPVY sekvencu) koji služi za internalizaciju signala putem endocitoze.

## Tehnike za otkriće strukture VLDLR-a
X-ray kristalografija je tehnika koja služi za dobivanje visoko rezolucijskih prikaza strukture proteina. Protein se mora kristalizirati, zatim se pogađa X-ray zrakama te se onda analiziraju uzorci difrakcije zraka kako bi se dobila 3D struktura proteina. Tako su uspjeli dobiti djelomične izvanstanične fragmente VLDLR-a koje su bile kristalizirane u kompleksu sa HRV2 (humani rinovirus tip 2). Dobivene su strukture CR domena rezolucije 4,9 - 6,2 Å. Isto tako su koristili NMR spektroskopiju za dobivanje boljeg uvida u smatanje CR domena i njihovu fleksibilnost. Kako bi se predvidjela cijela struktura proteina koristila se AlphaFold baza podataka za strukturu proteina. Izvanstanične domene su predviđene sa visokom sigurnošću (CR domene) dok su transmembranske i citoplazmatske domene predviđene sa nižom sigurnošću.

## Funkcija proteina
VLDL receptor primarno funkcionira kao periferni receptor za ostatke lipoproteina. Veže lipoproteine bogate trigliceridima kao što su  VLDL, lipoprotein srednje gustoće (IDL, ostatak VLDL-a), ostatci hilomikrona (CR) i β-VLDL.  Ovaj receptor je jako specifičan za svoje ligande te su istraživanja pokazala da za razliku od LDL receptora, VLDLR ne veže LDL apolipoprotein E (Apo E), ključnu komponentu navedenih lipoproteina. Na taj način ih unosi u stanicu putem endocitoze. U metabolizmu lipida, VLDLR usko surađuje s lipoproteinskom lipazom (LPL), enzimom koji hidrolizira trigliceride u VLDL-u i hilomikronima. Smatra se da je lipolitička aktivnost LPL-a, koja stvara ApoE-bogate ostatke, najvažniji faktor za vezanje lipoproteina na VLDLR. VLDLR je obilno izražen u tkivima aktivnim u metabolizmu masnih kiselina (srce, skeletni mišići, masno tkivo), mozgu i makrofazima gdje posreduje ulazak lipida u stanice. Osim uloge u metabolizmu lipida, VLDLR je uključen i u signalne putove od kojih je najznačajniji reelin signalni put. Reelin je protein vanstaničnog matriksa koji je ključan za migraciju neurona i njihovo pravilno pozicioniranje u mozgu. Nakon što izvanstanična domena receptora veže reelin, pokreće se tirozin fosforilacija proteina Disabled-1 (Dab-1).Ovaj adapterski protein se zatim veže na specifičnu  NPVY sekvencu u citoplazmatskoj domeni VLDLR-a što uzrokuje usmejravanje citoskeletnih projmena te omogućuje smještanje neurona na ihove konačne pozicije u mozgu.

## Metode istraživanja proteina
Za istraživanje ovog proteina koriste se biokemijske metode kao što su Western blot ili qPCR za mjerenje razine proteina. U istraživanjima se ujedno koriste knock-out modeli za proučavanje učinka nedostatka VLDLR na metabolizam. Osim toga mogu se koristiti i tehnike obilježavanja liganda za vizualizaciju specifičnog vezanja za receptor.

## Uloga VLDLR-a u bolestima

### Uloga VLDLR-a u kardiovaskularnim bolestima
VLDL receptor značajno doprinosi razvoju kardiovaskularnih bolesti, posebno u uvijetima smanjene opskrbe kisikom (hipoksije), kao što je slučaj kod srčanog udara. Mehanizam za koji se smatra da je za to zaslužan je aktivacija hipoksijom inducibilnog faktora 1 alfa (HIF-1α). HIF-1α služi prilagodbi stanica na nedostatak kisika. U takvim uvjetima dolazi do stabilizacije i aktivacije HIF-1α, koji potom pokreće niz molekularnih promjena potrebnih da stanice prežive. Među tim promjenama je i povećana ekspresija VLDL receptora (VLDLR-a). I to dovodi do pojačanog unosa trigliceridima bogatih lipoproteina u srčane stanice, što potiče nakupljanje lipida, povećanje lipotoksičnosti, razvoj stresnog odgovora endoplazmatskog retikuluma (ER stres), upalu i ubrzanu staničnu smrt.

### Uloga VLDLR-a u razvoju metaboličkih i upalnih poremećaja
VLDL receptor ima ključnu ulogu u razvoju metaboličkih i upalnih poremećaja. Zbog visoke ekspresije u masnom tkivu, posebice u adipocitima i makrofagima, VLDLR potiče pojačan unos lipida u ove stanice, što doprinosi prekomjernom nakupljanju lipida i povećanju veličine adipocita (hipertrofija adipocita). Osim toga, VLDLR potiče infiltraciju makrofaga u masno tkivo, posebno pro-upalnih makrofaga tipa M1. Time se dodatno pogoršava kronična upala i povećava stres endoplazmatskog retikuluma (ER stres) u masnom tkivu.

### Uloga VLDLR-a u neurodegeneraciji
VLDL receptor izražen je u moždanoj kori i malom mozgu, gdje ima važnu ulogu u razvoju i funkcioniranju mozga. Njegova ključna funkcija povezana je s proteinom reelinom, koji regulira migraciju neurona tijekom razvoja mozga i doprinosi pravilnoj sinaptičkoj funkciji. VLDLR se često nalazi u amiloidnim plakovima karakterističnim za Alzheimerovu bolest, gdje može interagirati s drugim Alzheimeru povezanim proteinima, kao što je clusterin. U stanjima povezanima s metaboličkim poremećajima, patološki izmijenjene VLDL čestice mogu prijeći oštećenu krvno-moždanu barijeru (BBB) te preko VLDLR-a aktivirati mikrogliju, što pokreće neuroinflamatorne procese. Takva aktivacija mikroglije potiče kroničnu upalu u mozgu, što dalje doprinosi neurodegeneraciji i slabljenju kognitivnih funkcija.